# 山田重英
山田 重英（やまだ しげふさ）は、戦国時代から安土桃山時代の武士。徳川家康の家臣。

## 生涯
尾張源氏の一流である山田氏の末裔で、『岡崎東泉記』によれば家康の嫡男である岡崎城主松平信康の重臣・鳥居久兵衛の家臣だったという。永禄6年（1563年）三河一向一揆蜂起の際には戸田忠次・鳥居重正らとともに佐々木上宮寺に入って一揆方に与している。
天正3年（1575年）同輩の小谷甚左衛門に誘われ、大賀弥四郎らの計画する武田氏内通の謀議に加わる。しかし重英は途中で思い直して事の次第を信康に報じ、大賀弥四郎らの陰謀を事前に食い止めることとなった。この功により碧海郡柿崎に500石の加増を受け、後に同郡大浜や額田郡上地も加増された。上の経緯から「訴人八蔵」の異名があったという。
天正16年（1588年）岡崎で同輩の渥美弥三郎と口論し、殺害された。所領はすべて没収となった。
天正17年（1589年）養子の重次が仇討ちを果たして認められ、翌年に300石を与えられて家名を再興した。

## 関連作品
テレビドラマ
- 徳川家康（1983年、NHK大河ドラマ、演 - 下条アトム）※役名は山田八蔵[要出典]
- どうする家康（2023年、NHK大河ドラマ、演：米本学仁）※役名は山田八蔵[12]